# Пууппонен, Симо
Си́мо Та́пио Пу́уппонен (фин. Simo Tapio Puupponen) (23 октября 1915, Куопио — 11 октября 1967, Хельсинки) — финский писатель и журналист. Его творческая деятельность под псевдонимом А́апели (Aapeli) многогранна: от коротких саркастических рассказов до исторических романов, от философских новелл до книг для детей. Работал в газетах Pohjois-Savo и Savon Sanomat.
Уже при жизни творчество Пууппонена было известно в Финляндии, он получал престижные литературные награды, в том числе Премию Эйно Лейно и государственную литературную премию (обе — в 1959 году). Часть его работ была экранизована, известность получила финская экранизация произведения «Pikku Pietarin piha» 1961 года с закадровым текстом, прочитанным самим автором книги.

## Творческое наследие
Романы
- Siunattu hulluus (1948)
- Meidän Herramme muurahaisia: Kavalkadi pienestä kaupungista (1954)
- Koko kaupungin Vinski (1954)
- Vinski ja Vinsentti (1956)
- Pikku Pietarin piha (1958)
- Alvari kananvahti (1961)
- Pekko, runoilijan poika (1965)

Романы, повести
- Mörkki monologi (1946)
- Onnen pipanoita: Eli viisikymmentä juttua elämän aurinkoiselta puolelta (1947)
- Pajupilli: Pakinoita (1950)
- Mutahäntä ja muita (1953)
- Sipuleita: Lapsellisia juttuja (1947)
- Onnipussi eli 110 pikkujuttua sieltä täältä (1957)
- Onko koira kotona?: Pakinoita (1960)
- Puuhevonen pakkasessa: Familiäärejä kertomuksia triviaaleista aiheista (1962)
- Timonen ja muita tuttavia (1963)
- Kissa, kissa, kissa: Pakinoita (1967)
- Körkki mörkki (2000)

Прочее
- Hermanni Hulukkonen ja puolisonsa Eveliina (1968)
- Aapelin valitut ilot (1972)
- Aapelin valitut pakinat (1979)
- Aapelin lukemattomat (1986)
- Alapertin pitkä sota: Pakinoita sodan ajalta 1941—1944 (1986)